# Wild in Your Smile
«Wild in Your Smile» — песня американского кантри-певца Дастина Линча. Она была выпущена 27 мая 2013 года в качестве третьего сингла из его дебютного альбома с собственным названием. Песня была написана Реттом Экинсом, Беном Хейслипом и Марвом Грином.

## Отзывы
Билли Дьюкс из Taste of Country поставил песне три с половиной звезды из пяти, сказав, что «менее сильный певец мог бы превратить её в проходняк и клише, но „Wild in Your Smile“ выглядит очень эффектно благодаря кантри-роковому продюсированию». Дьюкс написал, что «Линчу так легко петь с силой и убеждённостью, и он демонстрирует способность ориентироваться в тонкостях, которые отделяют хорошую песню от отличной». В своей рецензии на альбом Тэмми Рагуза из Country Weekly заявила, что песня «немного более энергичная и электризованная, чем можно было бы ожидать от человека в жемчужных шлёпанцах».

## Коммерческий успех
«Wild in Your Smile» дебютировала на 53-м месте в американском радиоэфирном кантри-чарте Billboard Country Airplay в дату с 15 июня 2013 года и позднее достигла 23-го места. Она также попала в итоговый годовой чарт 2014 года.

## Чарты
| Чарт (2013—2014)                  | Высшая позиция |
| --------------------------------- | -------------- |
| США (Billboard Country Airplay)   | 23             |
| США (Billboard Hot Country Songs) | 32             |

| Чарт (2014)                      | Позиция |
| -------------------------------- | ------- |
| США (Country Airplay, Billboard) | 100     |